# Umarell

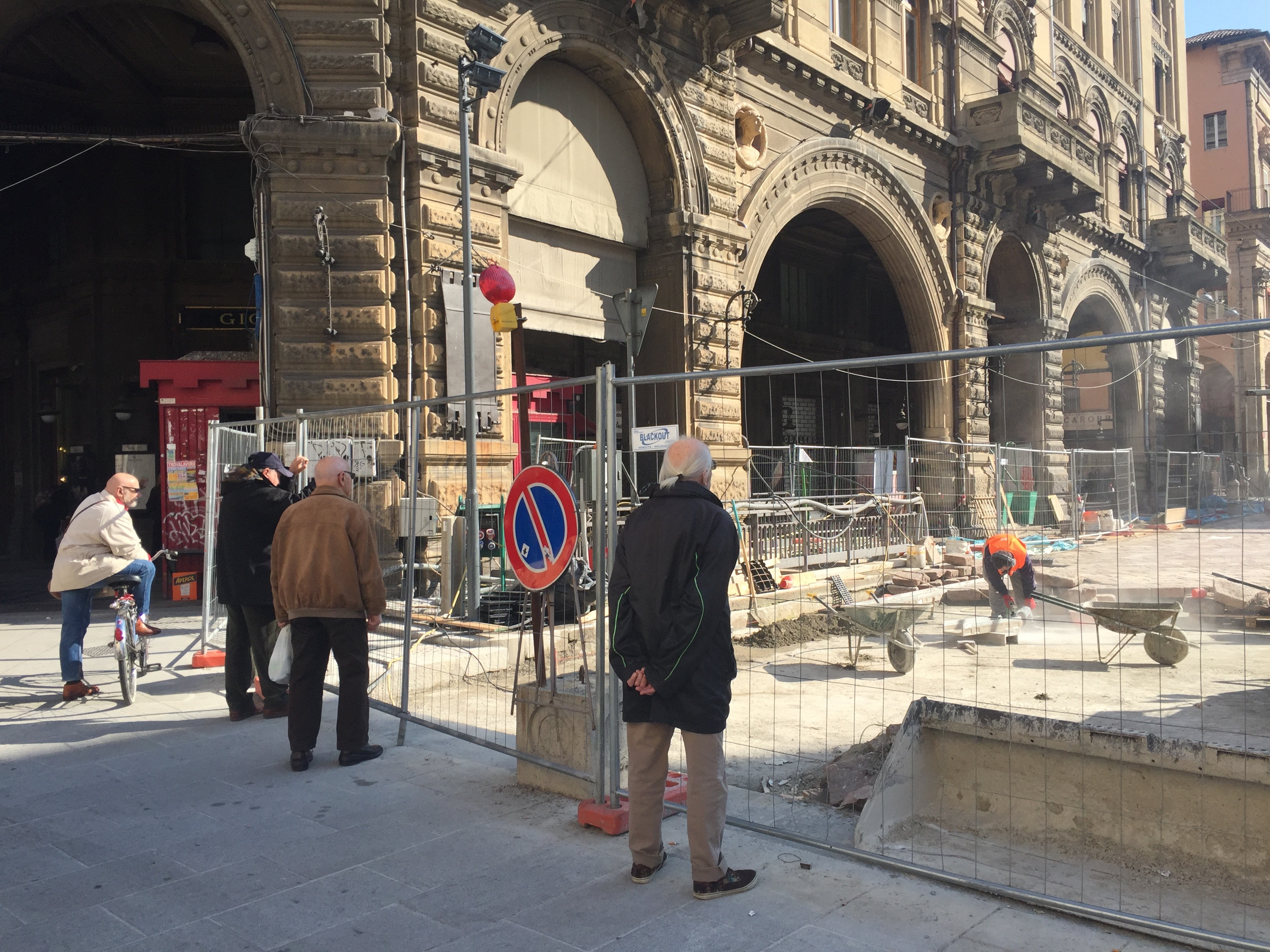
Anziani passanti che osservano i lavori di ripavimentazione all'angolo tra il Palazzo di Re Enzo e via Rizzoli, Bologna (2016)

Il termine umarell (AFI: /umaˈrɛl/) è una mutazione premeditata di una parola del dialetto bolognese, umarèl, e indica, in origine in maniera dispregiativa, un ometto con aria dimessa e anonima che vaga per la città.
Sebbene inizialmente tipico della regione emiliana, il termine ha acquisito popolarità in tutta Italia e viene utilizzato per descrivere principalmente i pensionati che passano il tempo osservando i lavori in corso nei cantieri. L’immagine stereotipata dell'umarell è quella di un uomo anziano che osserva interessato i lavori con le mani incrociate dietro la schiena e spesso dispensa consigli non richiesti ai lavoratori.

## Etimologia
La parola umarell nasce da una evoluzione di un termine dialettale bolognese, umarèl, con una sola "L", che viene usato con un certo tono ironico o dispregiativo. Indica un omino dall’aspetto modesto, spesso anziano, che passa il tempo osservando dalla strada i lavori in corso, le mani dietro la schiena e un occhio attento a ogni dettaglio. Questo termine non si trova nei principali dizionari del dialetto bolognese del passato, dove si trovano invece altre parole simili come umêtt, umarêtt, umein o uminein, tutte al diminutivo. Col tempo, però, umarell ha cambiato tono e significato: da espressione locale, è diventato un vero e proprio fenomeno culturale, diffuso in tutta Italia e persino all’estero, diventando un simbolo ironico ma simpatico dell’osservatore urbano per eccellenza.
Il plurale umarells è stato formato aggiungendo una "S" per dare un tocco pseudo-inglese.

## Storia
Il termine è stato ideato nel 2005 da Danilo Masotti, un blogger e scrittore, utilizzandolo dapprima in un blog e poi, nel 2007, in un titolo di un suo libro. Nel corso degli anni, la figura dell'umarell è stata oggetto di una crescente attenzione grazie a iniziative come gruppi sui social media, blog, ed altri libri dello stesso autore.
Una delle prime citazioni al di fuori di contesti locali, dove il termine era in qualche modo già attestato, e non contenuta nei libri di Masotti, è del 10 marzo 2017 quando Aldo Grasso, dalle colonne del Corriere della Sera, lamentandosi dell'eccessiva presenza di certi personaggi nei talk show, scrive che la "continua presenza genera l’effetto-umarell". Nello stesso anno viene lanciato sul mercato "l'umarell da scrivania" una statuetta in plastica colorata con la tipica figura dell'umarell che secondo le intenzioni del produttore "ti guarda mentre lavori al computer"; il gadget ha un successo immediato e continua, dopo anni, ad essere ancora popolare.

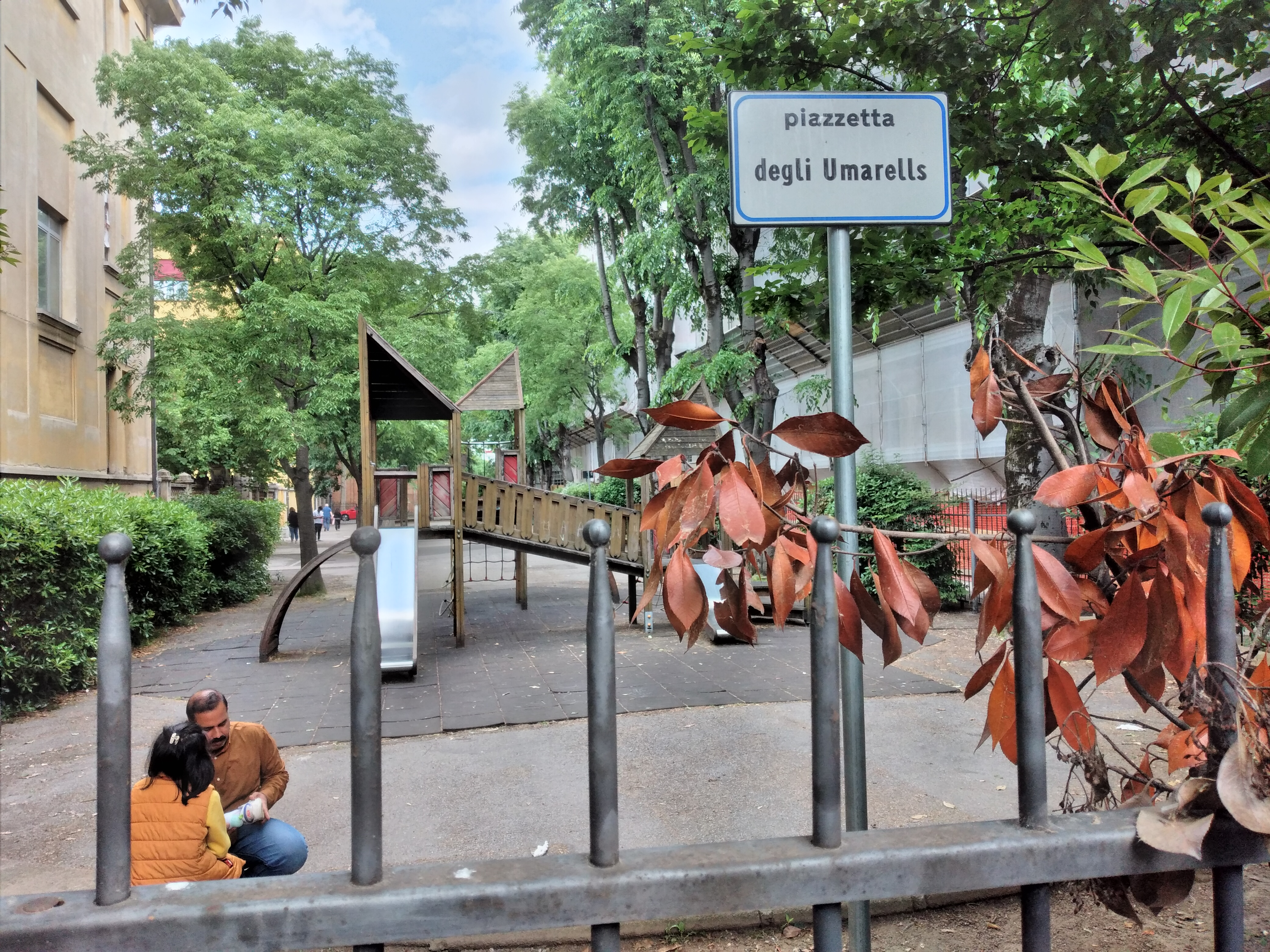
Piazzetta degli Umarells a Bologna

Il 14 aprile 2018, la città di Bologna ha dedicato agli Umarells una piazza del quartiere Cirenaica. Nell'aprile del 2020, la storia intitolata "Zio Paperone e la formula minacciata" pubblicata sul numero 3360 del periodico Topolino, è dedicata a un umarell che vigila sui cantieri mentre, nel maggio dello stesso anno, il cantautore Fabio Concato ha pubblicato una canzone in dialetto milanese intitolata "L'umarell". All'inizio dell'anno successivo è uscito un gioco da tavolo, "La giornata dell'Umarell: il gioco del vero pensionato".
Nel 2021 il termine è stato inserito per la prima volta in un dizionario della lingua italiana, lo Zingarelli, per poi essere inserito l'anno successivo nel vocabolario Treccani come neologismo.

### Popolarità al di fuori dell'area italofona
Agli inizi degli anni 2020 il termine è iniziato a diventare popolare anche al di fuori dell'area italofona. La prima apparizione al di fuori di un contesto di lingua italiana è del 2017, con la pubblicazione della pagina su Wikipedia in inglese da parte di un editor anglofono residente a Bologna. Nel 2021 il Times dedica un articolo agli umarell e alla introduzione del lemma nel dizionario Zingarelli. Più tardi, nel 2022, la lessicografa ed etimologista britannica Susie Dent ha inserito il lemma umarell nel proprio libro intitolato Words from the Heart - An Emotional Dictionary. Nel 2024, la rivista di linguistica svedese Språket, ha riportato un elenco di 32 nuove parole diventate comuni nella lingua svedese e tra queste ha menzionato la parola umarell.